# Ланкастър (проток)
Ланкастър (на английски: Lancaster Sound) е проток в Северния ледовит океан, в източната част на Канадския арктичен архипелаг, между островите Девън на север и Байлот и Бафинова земя на юг. Явява се 1-вият, най-източен проток от 4-те основни протока на т.нар. Северозападен морски път. Останалите три протока са Бароу, Вайкаунт-Мелвил и Макклур. Дължината му от изток на запад е около 400 km, а ширината му – 50 – 80 km. Източният вход на протока е линията между носовете Осбърн (на север, на брега на остров Девън) и Байам Мартин (на юг, на брега на остров Байлот). На запад се свързва с протока Бароу, а на югозапад – с протока Принц Риджънт (също участък от друг маршрут на Северозападния морски път). На юг от него се отделят протокът Нейви Борд (между остров Байлот и полуостров Борден на остров Бафинова земя) и дългият и тесен залив Адмиралти (между двата големи полуострова на Бафинова земя – Борден и Бродер). Максималната му дълбочина е 1232 m, а минималната – 137 m. Северните му брегове са високи, стръмни и силно разчленени от десетки дълги и тесни заливи и фиорди (Крокер, Максуел и др.), вклиняващи се дълбоко навътре в южния бряг на остров Девън. Десет месеца от годината е покрит с ледове.
Източният вход на протока Ланкастър е открит през лятото на 1616 г. от английския полярен мореплавател Уилям Бафин, щурман в експедицията на Робърт Байлот и е наименуван от него в чест на Джеймс Ланкастър (1554 – 1618), главен английски флотски навигатор по това време. Цялото северно крайбрежие на залива (южният бряг на остров Девън) и цялото южно крайбрежие (северните брегове на островите Байлот и Бафинова земя) са открити, изследвани и първично картирани от британската полярна експедиция, възглавявана от Уилям Едуард Пари през 1819 г.